# Championnats du monde de boxe amateur 2023
Navigation
Édition précédente Édition suivante
Les 22es Championnats du monde de boxe amateur masculins se déroulent du 30 avril au 14 mai 2023 dans la salle de la Humo Arena à Tachkent, en Ouzbékistan, sous l'égide de l'AIBA (Association internationale de boxe amateur).
Les médaillés seront récompensés par des prix importants de la part de l'AIBA avec une enveloppe à 5,2 millions de dollars US. Le prix pour la première place est de 200 000$, les médaillés d'argent reçoivent 100 000$ et les deux médaillés de bronze dans chaque catégorie de poids reçoivent 50 000$.

## Résultats

### Podiums
| Catégories                    | Or                            | Argent                        | Bronze                      |
| Poids mi-mouches (-48 kg)     | Sanzhar Tashkenbay (KAZ)      | Sakhil Alakhverdovi (GEO)     | Alejandro Claro (CUB)       |
| Poids mi-mouches (-48 kg)     | Sanzhar Tashkenbay (KAZ)      | Sakhil Alakhverdovi (GEO)     | Edmond Khudoian (RUS)       |
| Poids mouches (-51 kg)        | Hasanboy Dusmatov (UZB)       | Billal Bennama (FRA)          | Deepak Bhoria (IND)         |
| Poids mouches (-51 kg)        | Hasanboy Dusmatov (UZB)       | Billal Bennama (FRA)          | Martín Molina (ESP)         |
| Poids coqs (-54 kg)           | Makhmud Sabyrkhan (KAZ)       | Oybek Juraev (UZB)            | Yosvany Veitia (CUB)        |
| Poids coqs (-54 kg)           | Makhmud Sabyrkhan (KAZ)       | Oybek Juraev (UZB)            | Dmitrii Dvali (RUS)         |
| Poids plumes (-57 kg)         | Abdumalik Khalokov (UZB)      | Saidel Horta (CUB)            | Mohammad Hussamuddin (IND)  |
| Poids plumes (-57 kg)         | Abdumalik Khalokov (UZB)      | Saidel Horta (CUB)            | Munarbek Seitbek Uulu (KGZ) |
| Poids légers (-60 kg)         | Sofiane Oumiha (FRA)          | Erislandy Álvarez (CUB)       | Mohammad Abu Jajeh (JOR)    |
| Poids légers (-60 kg)         | Sofiane Oumiha (FRA)          | Erislandy Álvarez (CUB)       | Vsevolod Shumkov (RUS)      |
| Poids super-légers (-63,5 kg) | Ruslan Abdullaev (UZB)        | Baatarsükhiin Chinzorig (MGL) | Hovhannes Bachkov (ARM)     |
| Poids super-légers (-63,5 kg) | Ruslan Abdullaev (UZB)        | Baatarsükhiin Chinzorig (MGL) | Bakhodur Usmonov (TJK)      |
| Poids welters (-67 kg)        | Asadkhuja Muydinkhujaev (UZB) | Dulat Bekbauov (KAZ)          | Lasha Guruli (GEO)          |
| Poids welters (-67 kg)        | Asadkhuja Muydinkhujaev (UZB) | Dulat Bekbauov (KAZ)          | Battömöriin Misheelt (MGL)  |
| Poids super-welters (-71 kg)  | Aslanbek Shymbergenov (KAZ)   | Saidjamshid Jafarov (UZB)     | Nishant Dev (IND)           |
| Poids super-welters (-71 kg)  | Aslanbek Shymbergenov (KAZ)   | Saidjamshid Jafarov (UZB)     | Wanderson de Oliveira (BRA) |
| Poids moyens (-75 kg)         | Yoenlis Hernández (CUB)       | Wanderley Pereira (BRA)       | Alokhon Abdullaev (UZB)     |
| Poids moyens (-75 kg)         | Yoenlis Hernández (CUB)       | Wanderley Pereira (BRA)       | Moreno Fendero (FRA)        |
| Poids mi-lourds (-80 kg)      | Nurbek Oralbay (KAZ)          | Toqtarbek Tanatqan (CHN)      | Gazimagomed Jalidov (ESP)   |
| Poids mi-lourds (-80 kg)      | Nurbek Oralbay (KAZ)          | Toqtarbek Tanatqan (CHN)      | Imam Khataev (RUS)          |
| Poids lourds-légers (-86 kg)  | Sharabutdin Ataev (RUS)       | Loren Alfonso (AZE)           | Georgii Kushitashvili (GEO) |
| Poids lourds-légers (-86 kg)  | Sharabutdin Ataev (RUS)       | Loren Alfonso (AZE)           | Rogelio Romero (MEX)        |
| Poids lourds (-92 kg)         | Muslim Gadzhimagomedov (RUS)  | Aziz Abbes Mouhiidine (ITA)   | Lazizbek Mullojonov (UZB)   |
| Poids lourds (-92 kg)         | Muslim Gadzhimagomedov (RUS)  | Aziz Abbes Mouhiidine (ITA)   | Narek Manasyan (ARM)        |
| Poids super-lourds (+92 kg)   | Bakhodir Jalolov (UZB)        | Fernando Arzola (CUB)         | Mahammad Abdullayev (AZE)   |
| Poids super-lourds (+92 kg)   | Bakhodir Jalolov (UZB)        | Fernando Arzola (CUB)         | Ayoub Ghadfa (ESP)          |

### Tableau des médailles
| Place | Pays              | Médaille d'or, monde | Médaille d'argent, monde | Médaille de bronze, monde | Total |
| ----- | ----------------- | -------------------- | ------------------------ | ------------------------- | ----- |
| 1     | Ouzbékistan       | 5                    | 2                        | 2                         | 9     |
| 2     | Kazakhstan        | 4                    | 1                        | 2                         | 6     |
| 3     | Russie            | 2                    | 0                        | 4                         | 6     |
| 4     | Cuba              | 1                    | 3                        | 2                         | 6     |
| 5     | France            | 1                    | 1                        | 1                         | 3     |
| 6     | Géorgie           | 0                    | 1                        | 2                         | 3     |
| 7     | Azerbaïdjan       | 0                    | 1                        | 1                         | 2     |
| 7     | Brésil            | 0                    | 1                        | 1                         | 2     |
| 7     | Mongolie          | 0                    | 1                        | 1                         | 2     |
| 10    | Chine             | 0                    | 1                        | 0                         | 1     |
| 10    | Italie            | 0                    | 1                        | 0                         | 1     |
| 12    | Espagne           | 0                    | 0                        | 3                         | 3     |
| 12    | Inde              | 0                    | 0                        | 3                         | 3     |
| 14    | Arménie           | 0                    | 0                        | 2                         | 2     |
| 15    | Jordanie          | 0                    | 0                        | 1                         | 1     |
| 15    | Kirghizistan      | 0                    | 0                        | 1                         | 1     |
| 15    | Mexique           | 0                    | 0                        | 1                         | 1     |
| 15    | Tadjikistan       | 0                    | 0                        | 1                         | 1     |
| Total | 18 pays médaillés | 13                   | 13                       | 26                        | 52    |

## Boycott
Plusieurs pays dont l'Irlande, les États-Unis, la Grande-Bretagne la République tchèque, le Canada et la Suède boycottent la compétition pour protester contre la présence des délégations russes et biélorusses qui participeront avec leur drapeau et non pas dans une équipe neutre, alors que se poursuit l'invasion de l'Ukraine par la Russie.